# Astragalus heldreichii
Astragalus heldreichii es una especie de planta del género Astragalus, de la familia de las leguminosas, orden Fabales.

## Distribución
Astragalus heldreichii se distribuye por Turquía.

## Taxonomía
Fue descrita científicamente por Boiss. Fue publicada en Diagn. Pl. Orient. ser. 1, 9: 43 (1849).